# Goera vinata
Goera vinata är en nattsländeart som beskrevs av Schmid 1991. Goera vinata ingår i släktet Goera och familjen grusrörsnattsländor. Inga underarter finns listade i Catalogue of Life.